# Rattus ceramicus
Rattus ceramicus, syn. Nesoromys ceramicus, syn. Nilopegamys ceramicus є видом пацюків з Індонезії. 
Таксон переміщено з Nesoromys до Rattus.

## Середовище проживання
Цей вид є ендеміком острова Серам на Молукканських островах Індонезії. Відомий лише з двох місцевостей на горі Мансуела. Вид був зафіксований лише з непорушених первинних тропічних вологих лісів на висотах від 1500 до 1800 метрів над рівнем моря.

## Загрози
Навіть якщо лісозаготівля не становить загрози на великих висотах, постійна деградація середовища проживання на менших висотах вплине на якість середовища існування на більшій висоті. Вважається, що конкуренція з інтродукованим Rattus rattus є загрозою для цього виду. Записаний у національному парку Манусела.